# ردکلیف ۱۴۲۰
سیارک ۱۴۲۰ (به انگلیسی: 1420 Radcliffe، نامگذاری:1931RJ) هزار و چهارصد و بیستمین سیارک کشف شده‌است که در ۱۴ سپتامبر ۱۹۳۱ و در هایدلبرگ کشف شد.
قدر مطلق سیارک برابر ۱۱٫۵۰ است.